# 스티븐 스펜더

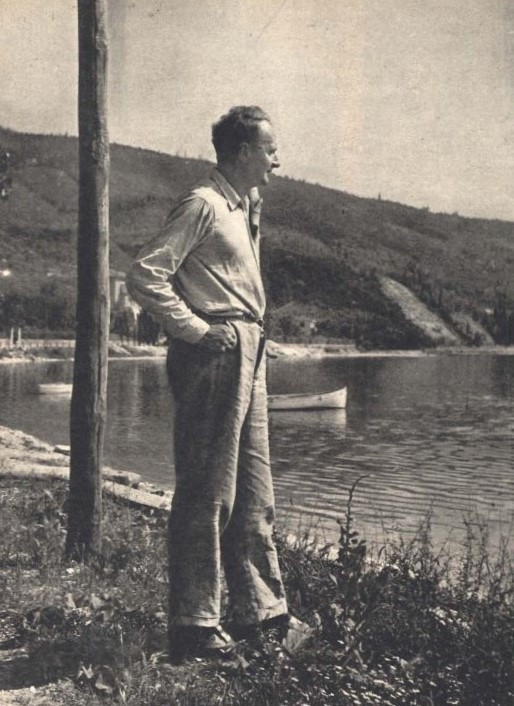

스티븐 스펜더 경(Sir Stephen Spender, CBE, 1909년 2월 28일~1995년 7월 16일)은 영국의 시인이다.
옥스퍼드 대학교를 졸업하였으며, 재학 중에 W. H. 오든, 세실 데이루이스(Cecil Day-Lewis) 등과 함께 사회적 의식이 강렬한 시를 써서 일약 유명해졌다. 세 사람 가운데 가장 서정적인 시풍을 지녔으며, 이따금 허술하게 보이는 시의 연이 오히려 충실한 느낌을 준다고 평가된다.
그의 《시집》(1933) 은 1930년대 문학사상에서 중요한 의미를 갖는 작품으로 평가되며, 사극 《재판관의 심문》(1938) 과 비평 《파괴적 요소》(1935) 등은 첨단적인 정치적 주제를 추구한 것이다.
이후 공산주의에 환멸을 느껴 주로 스스로의 내면을 묘사하게 되었으며, 1951년에 명작으로 평가되는 자서전 《세계 중의 세계》을 남겼다.

## 서훈
- 1962년 대영 제국 훈장 3등급(CBE) 수훈
- 1983년 기사작위(Knight Bachelor) 서임